# Themba Masuku
Themba Masuku (ur. 7 lipca 1950) – suazyjski polityk. Od 13 grudnia 2020 do 16 lipca 2021 pełniący obowiązki premiera Eswatini.
Ukończył studia na Uniwersytecie Missouri. Pełnił funkcję ministra rolnictwa i współpracy (1991-1993), ministra współpracy ekonomicznej i rozwoju (1993-1996) i ministra finansów (1996-1998). Pełnił funkcję dyrektora biura ds. współpracy FAO w Genewie i Nowym Jorku. W latach 2008–2013 był wicepremierem Eswatini. Na urząd wicepremiera powrócił w 2018. Po śmierci premiera Ambrose Mandvulo Dlamini 13 grudnia 2020 objął funkcję tymczasowego szefa rządu.